# Kandidat nauk
Kandidat nauk (ryska кандидат наук) var en akademisk titel i dåvarande Sovjet och förekommer än i dag i vissa före detta Sovjetstater och i Östeuropa. Kandidat nauk  motsvar ungefär filosofie licentiat eller filosofie doktor och erkänns som motsvarande Bolognasystemets fil. doktorsexamen i ISCED-systemet sedan 2011. I det tidigare sovjetiska systemet förekommer även en högre forskarexamen, doktor nauk, närmast motsvarande en svensk docenttitel.
Examen infördes i Sovjetunionen 13 januari 1934 genom ett regeringsbeslut av Folkkommissariernas råd, efter att alla grader och titlar avskaffats efter oktoberrevolutionen 1917. Akademiska titlar sågs som rester av det ojämlika kapitalistiska systemet och skulle därför också avskaffas. Det ursprungliga beslutet erkände också vissa examina utfärdade före 1917 i det ryska kejsardömet och andra länder.
För att kvalificera sig för en Kandidat nauk-examen behövde en person ha en magisterexamen eller en specialistyrkesexamen, båda en- till tvååriga examina under detta system. Dessa examina är i sin tur postgraduala examina på avancerad nivå som förutsätter att man avslutat en kandidatexamen (Bakalvr), motsvarande fyra års heltidsstudier. Kandidat nauk-examen förutsätter minst tre års heltidsstudier under vilka personen måste genomföra och publicera avancerad originalforskning inom ett område som anses betydelsefullt eller som potentiellt har praktisk ekonomisk eller militär användning.
För att uppnå professorsgraden i dessa länder, krävs en Doktor nauk-examen på samma sätt som en docentgrad eller motsvarande krävs i Sverige och i många andra system, till exempel Tysklands Habilitation, där innehavaren behöver ha demonstrerat ytterligare vetenskaplig produktion efter doktorsexamen.